# SN 2011gv
SN 2011gv – supernowa typu II-P odkryta 19 października 2011 roku w galaktyce IC4901. W momencie odkrycia miała maksymalną jasność 14,50m.